# Asptjärnen (Arvidsjaurs socken, Lappland)
Asptjärnen är en sjö i Arvidsjaurs kommun i Lappland och ingår i Skellefteälvens huvudavrinningsområde. Sjön har en area på 0,212 kvadratkilometer och ligger 422,2 meter över havet.

## Delavrinningsområde
Asptjärnen ingår i det delavrinningsområde (728047-163224) som SMHI kallar för Mynnar i Storavan. Medelhöjden är 464 meter över havet och ytan är 23,19 kvadratkilometer. Det finns inga avrinningsområden uppströms utan avrinningsområdet är högsta punkten. Vattendraget som avvattnar avrinningsområdet har biflödesordning 2, vilket innebär att vattnet flödar genom totalt 2 vattendrag innan det når havet efter 238 kilometer. Avrinningsområdet består mestadels av skog (76 procent) och sankmarker (17 procent). Avrinningsområdet har 0,58 kvadratkilometer vattenytor vilket ger det en sjöprocent på 2,5 procent.